# Suppression of Enemy Air Defences

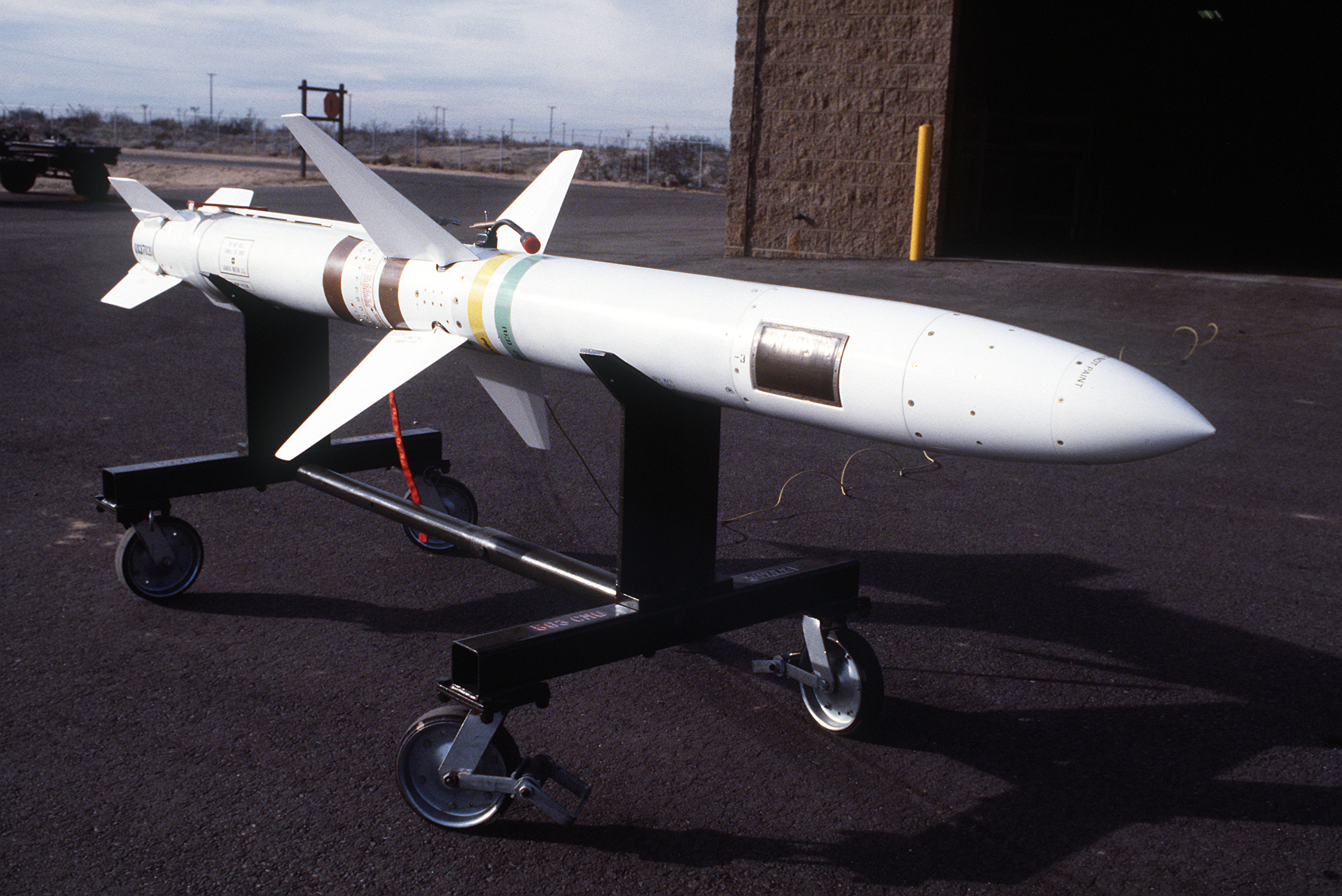
AGM-45 Shrike zur Unterdrückung feindlicher Flugabwehr

Suppression of Enemy Air Defence (kurz SEAD) beschreibt eine militärische Taktik oder einen Einsatz zur Unterdrückung der feindlichen Flugabwehr.
Ziel ist dabei die gegnerische Flugabwehr auszuschalten, zu zerstören oder zumindest zeitweise zu schwächen, um es befreundeten Flugzeugen zu ermöglichen, Einsätze innerhalb des Luftraumes durchzuführen, der durch diese Verteidigungsanlagen geschützt ist.
Es werden sowohl zerstörende als auch störende Mittel wie beispielsweise elektronische Gegenmaßnahmen eingesetzt.
SEAD-Einsätze können sich gegen Komponenten eines gegnerischen Luftverteidigungssystems wie Kommandozentralen oder -schnittstellen sowie die Radargeräte von Frühwarnsystemen, mobilen Systemen oder Jägerleitstellen richten. Hinzu kommen Angriffe auf Trägerfahrzeuge, Lager und Stellungen von Flugabwehrraketen und -kanonen sowie schiffsgestützte Flugabwehr aber auch Flugplätze oder Luftfahrzeuge. Auch das Personal der Flugabwehr, Versorgungseinrichtungen und -wege bilden hier ein Ziel.
Da die Ausführung der SEAD-Missionen maßgeblich von den zur Verfügung stehenden Mitteln und der Militärdoktrin abhängt, fallen sie von Land zu Land unterschiedlich aus.

## Flugzeuge
Innerhalb der NATO sollen SEAD-Missionen vor allem von taktischen Jägern wie der F-16 Fighting Falcon und früher der F-4 Phantom ausgeführt werden. In der sowjetischen Doktrin waren für SEAD modifizierte MiG-25 oder Bomber vom Typ Tu-22M vorgesehen.
Seit dem Vietnamkrieg von der US Air Force speziell für solche Aufgaben ausgerüstete Flugzeuge erhielten den Spitznamen Wild Weasel. Während in der Anfangsphase bei der US Air Force noch Flugzeuge vom Typ F-100F und F-105F/G verwendet wurden, folgte später die F-4G, die die Rolle bis in die 1990er-Jahre übernahm. Heute werden F-16CJ verwendet.
In Europa wird für derartige Einsätze der Tornado ECR verwendet.

## Waffen
Da für SEAD-Missionen oft Ziele angegriffen werden müssen, die tief im Feindesland sind, kommen heute oft Luft-Boden-Raketen und  Marschflugkörper mit mittlerer und großer Reichweite zum Einsatz.
Von Seiten der USA wurden oder werden hauptsächlich die Antiradarraketen AGM-45 Shrike, AGM-78 Standard ARM und heute die AGM-88 HARM entwickelt und produziert. Des Weiteren werden Marschflugkörper wie die AGM-86 CALCM, die häufig auch in SEAD-Missionen eingesetzt wird, und die präzisionsgelenkte Gleitbombe AGM-154 JSOW verwendet.
Aus europäischer Produktion gibt es die ALARM und die AS.37 Martel, während aus der ehemaligen Sowjetunion und heute aus Russland, die Ch-25MP & MPU, Ch-58U, Ch-28 und Ch-31 zum Einsatz kommen.